# Paradoxopsyllus hollandi
Paradoxopsyllus hollandi är en loppart som beskrevs av Lewis 1974. Paradoxopsyllus hollandi ingår i släktet Paradoxopsyllus och familjen smågnagarloppor. Inga underarter finns listade i Catalogue of Life.